# گادز (بازی ویدئویی)
گادز عنوان یک بازی ویدئویی به سبک سکوبازی و محصول سال ۱۹۹۱ میلادی از شرکت بیت‌مپ برادرز است. این بازی از گرافیکی دو بعدی بهره می‌بُرد. پویش بازی از داستان دوازده‌خوان هرکول الهام گرفته بود و تلاش او برای رسیدن به جاودانگی را پی می‌گرفت. این بازی در ابتدا برای آمیگا، آتاری اس‌تی و ام‌اس-داس عرضه شد و سپس برای دیگر سکوها سازگار شد.
بازیکن وظیفه داشت هراکلس را به سلامت از دوازده کار نمایان عبور دهد و به سلامت به انتهای بازی برساند تا در انتها با گرفتن دوازده جان اضافی دوباره پویش کلی را بیاغازد.